# Jesse Plemons
Jesse Lon Plemons (Dallas, 2 d'abril de 1988) és un actor estatunidenc, conegut pel seu paper de Landry Clarke a Friday Night Lights i Todd Alquist a Breaking Bad.

## Biografia
El 2007, es va graduar de la Texas Tech University Independent School District, un programa d'aprenentatge a distància, cosa que li va permetre guanyar el seu diploma d'escola secundària.
Plemons actualment resideix a Austin, Texas. A més d'actuar, escriu cançons, toca la guitarra i canta a la banda Cowboy and Indian.

## Filmografia
| Any  | Títol                                           | Rol              | Director           | Notes         |
| ---- | ----------------------------------------------- | ---------------- | ------------------ | ------------- |
| 1998 | Finding North                                   | Hobo             |                    |               |
| 1999 | Varsity Blues                                   | Tommy Harbor     |                    |               |
| 2000 | Tots els cavalls bonics (All the Pretty Horses) | Grady            |                    |               |
| 2002 | Children on Their Birthdays                     | Preacher Star    |                    |               |
| 2002 | Like Mike                                       | Ox               |                    |               |
| 2003 | When Zachary Beaver Came to Town                | Jay              |                    |               |
| 2003 | The Failures                                    | Boe              |                    |               |
| 2008 | The Flyboys                                     | Bully #1         |                    |               |
| 2009 | Observe and Report                              | Charles          |                    |               |
| 2009 | Shrink                                          | Jesus            |                    |               |
| 2010 | Happiness Runs                                  | Chad             |                    |               |
| 2010 | Meeting Spencer                                 | Spencer West     |                    |               |
| 2011 | Paul                                            | Jake             |                    |               |
| 2012 | The Master                                      | Val Dodd         |                    |               |
| 2012 | Battleship                                      | Jimmy "Ordy" Ord |                    |               |
| 2014 | The Homesman                                    | Garn Sours       |                    |               |
| 2015 | Black Mass                                      | Kevin Weeks      |                    |               |
| 2015 | Bridge of Spies                                 | Joe Murphy       |                    |               |
| 2017 | The Post                                        | Roger Clark      |                    |               |
| 2017 | Game Night                                      | Gary Kingsbury   |                    |               |
| 2018 | Vice                                            | Kurt             | Adam McKay         |               |
| 2019 | The Irishman                                    | Chuckie O'Brien  | Martin Scorsese    |               |
| 2019 | El Camino: A Breaking Bad Movie                 | Todd Alquist     | Vince Gilligan     |               |
| 2020 | I'm Thinking of Ending Things                   | Jake             | Charlie Kaufman    |               |
| 2021 | Antlers                                         | Paul Meadows     | Scott Cooper       | Postproducció |
| 2021 | Jungle Cruise                                   |                  | Jaume Collet-Serra | Postproducció |
| 2021 | Judas and the Black Messiah                     | Roy Mitchell     | Shaka King         | Postproducció |

## Televisió
| Any       | Títol                          | Rol               | Notes                                  |
| --------- | ------------------------------ | ----------------- | -------------------------------------- |
| 2000      | Walker, Texas Ranger           | Russell, Jr.      | Capítol: "The General's Return"        |
| 2001      | The Guardian                   | Lawrence Neal     | Capítol: "Paternity"                   |
| 2001      | Sabrina, the Teenage Witch     | Bigger Kid        | Capítol: "Really Big Season Opener"    |
| 2003      | The Lyon's Den                 | Ray Ferris        | Capítol: "The Other Side of Caution"   |
| 2003      | Judging Amy                    | James Franklin    | Capítol: "Marry, Marry Quite Contrary" |
| 2004      | Huff                           | Dawson James      | Capítol: "Cold Day in Shanghai"        |
| 2004      | CSI: Crime Scene Investigation | Owen Durbin       | Capítol: "Down the Drain"              |
| 2006      | Grey's Anatomy                 | Jake Burton       | Capítol: "Yesterday"                   |
| 2006      | NCIS                           | Jason Geckler     | Capítol: "Deception"                   |
| 2006–2011 | Friday Night Lights            | Landry Clarke     | 59 capítols                            |
| 2008      | Fear Itself                    | Lemmon            | Capítol: "The Sacrifice"               |
| 2009      | Cold Case                      | Ryan Stewart      | 2 capítols                             |
| 2011      | Childrens Hospital             | Jesse             | Capítol: "Father's Day"                |
| 2012      | Bent                           | Gary              | 6 capítols                             |
| 2012–2013 | Breaking Bad                   | Todd Alquist      | 13 capítols                            |
| 2013      | The Missionary                 | Sherwood Elbridge |                                        |
| 2014      | Drunk History                  | Edgar Allan Poe   | Capítol: "Baltimore"                   |
| 2015      | Fargo                          | Ed Blomquist      | Segona temporada                       |